# Colletes nudus
Colletes nudus är en solitär biart som beskrevs av Robertson 1898. Den ingår i släktet sidenbin och familjen korttungebin. Inga underarter finns listade i Catalogue of Life.

## Beskrivning
Arten har rödaktiga antenner, med dragning åt brunt samt avlånga antennsegment hos hanen. Huvud och mellankropp har vitaktig, ganska kort päls med mörkare ton på ovansidan. Bakkroppen är svart med tunna vita hårband längs bakkanterna av tergiterna, ovanssidans segment. Honorna har dock ett gap i mitten av första tergitens hårband, medan det saknas på den femte (näst sista) tergiten. Kroppslängden hos honan är omkring 12 mm, hos hanen mellan 9 och 10 mm.

## Ekologi
I södra delen av utbredningsområdet flyger arten från april till maj. I norr, där sommaren inte är lika het, varar flygtiden till augusti. Arten är polylektisk, den besöker flera olika blommande växter, som sumakväxter som sumaksläktet och Schinus (brasilianskt pepparträd), flockblommiga växter som (vild morot,  palmer som Sabal palmetto, korgblommiga växter som röllika, rudbeckior och gullrissläktet, kaprifolväxter som snöbärssläktet, ärtväxter som sötväpplingar samt kransblommiga växter som Lycopus, pepparmynta, kattmynta och gamandrar.

## Utbredning
Colletes nudus är en nordamerikansk art, som förekommer så långt norrut som till södra Ontario i Kanada. I USA förekommer den från Wisconsin till Massachusetts i norr söderöver till Florida och Louisiana. Västerut har den påstäffats så långt som till Colorado.